# Tricentrus minullus
Tricentrus minullus är en insektsart som beskrevs av Jacobi 1944. Tricentrus minullus ingår i släktet Tricentrus och familjen hornstritar. Inga underarter finns listade i Catalogue of Life.